# Laphria champlainii
Laphria champlainii är en tvåvingeart som först beskrevs av Margaret Walton 1910.  Laphria champlainii ingår i släktet Laphria och familjen rovflugor. Inga underarter finns listade i Catalogue of Life.